# Natco Pharma
Natco Pharma Ltd — индийская фармацевтическая компания, производящая активные фармацевтические ингредиенты.

## Общие сведения окомпании
Основные направления работы компании — разработка препаратов для борьбы с вирусными (включая гепатит C) и онкологическими заболеваниями.
Natco Pharma работает в Индии, США, Европе и Азии. Дочерние предприятия располагаются в Северной и Латинской Америке, Азиатско-Тихоокеанском регионе, на Ближнем Востоке и в Юго-Восточной Азии.
Первоначально компания называлась Natco Fine Pharmaceutical Ltd. Она стала официально публичной с июля 1992 года. В феврале 1993 года изменила свое название на Natco Pharma (NPL).
Ассортимент продукции Natco Pharma Limited составляет более 500 лекарственных наименований и постоянно расширяется благодаря фундаментальным исследованиям и сотрудничеству в сфере технологий.
Компания производит такие препараты, как Софосбувир, Даклатасвир, Леналидомид, Энтекавир, Деферазирокс, Ледипасвир, Иматиниб, Бендамустин, Бортезомиб, Хлорамбуцил, Велпатасвир и др.
NPL является изготовителем лекарственных препаратов для компаний Ranbaxy и Parke Davis и обладателем сертификации ISO 9002, которая позволяет развивать экспорт. Natco Pharma Ltd инициировала процедуры регистрации препаратов под собственным брендом в более чем 20 странах.
Для выхода на американский рынок NPL сформировала дочернее предприятие Natco Pharma в США и вступила в исследовательское сотрудничество с Региональной исследовательской лабораторией в Джамму, Центром клеточной и молекулярной биологии для синтетических пептидов и Центральным институтом исследований кожи.
Natco Laboratories, Natco Parenterals и Karanth Pharmaceuticals объединились с флагманской компанией NPL, чтобы обеспечить большую базу активов и увеличить высокотехнологичные возможности.

## Местонахождение
Зарегистрированный офис находится в городе Хайдарабад, штат Телангана, Индия.
Регистратор — Venture Capital & Corporate Investments Pvt. Ltd.

## Представительства в России и странах СНГ
Natco Pharma не имеет официальных представительств в России и странах СНГ.

## Руководство компании
- VC Nannapaneni — председатель и управляющий директор,
- Rajeev Nannapaneni — заместитель председателя и главный исполнительный директор,
- Vivek Chhachhi — Non Exe.Non Ind.Director,
- TV Rao — независимый директор,
- GS Murthy — независимый директор,
- DG Prasad — независимый директор,
- U.R Naidu — независимый директор,
- Лила Дигумарти — независимый директор,
- PSRK Prasad — исполнительный вице-президент инженерного отдела,
- D Линга Рао — директор и президент (технические вопросы).[4]

## История компании
Компания начала свою деятельность в 1981 году. Сегодня в её активе собственные исследовательские центры и более 4000 квалифицированных ученых. Продукция NPL экспортируются в США, Австралию, Канаду, Бразилию, страны Европы, страны СНГ, Вьетнам, Гонконг, Китай, Нидерланды, Нигерию, Танзанию и Кению и др.
Natco Pharma Limited имеет сертификат Всемирной организации здравоохранения и производит продукцию для компаний Ranbaxy Laboratories Ltd., Eskayef Ltd., Parke Davis (I) Ltd., Fulford India Limited, Cadila Ltd., John Wyeth India Ltd., ICI Ltd. и SOL Pharmaceuticals Ltd.

## Хронология
1996 — выпуск лекарственного средства Суматриптан против мигрени под собственной торговой маркой.
1997 — Natco Pharma Limited заключили соглашение, предоставляющее право реализации продукции Natco в России и других странах СНГ. Слияние компаний группы — Natco Pharma, Natco Laboratories, Natco Parenterals и Dr.Karanth Pharma Chemical Labs.
1998 — Natco Pharma Ltd заключили соглашение с американским фармацевтическим гигантом Mallin Krodt для производства и экспорта Напроксена.
2002 — Natco Pharma Ltd получила одобрение от Администрации терапевтических товаров (TGA), Австралия, для своего производственного объекта в Мекагуде.
2003 — выпуск противоракового лекарства Иматиниб под собственной торговой маркой.
Выпуск препарата, содержащего Золедроновую кислоту для инъекций. Natco Pharma стала второй компанией, которая запустила производство этого лекарства в мире.
Выпуск препарата Летрозол для лечения прогрессирующего рака молочной железы у женщин в постменопаузе.
Заказ Rs 35-fr для экспорта Гидробромида Циталопрама (используется для лечения как антидепрессант).
2004 — Natco Pharma запускает препарат против рака, открывает подразделение онкологии. В этом же году выпускает препарат для лечения рака предстательной железы и препарат для рака яичников.
2005 — Natco Pharma Limited подписывает меморандум о взаимопонимании (MoU) для обмена технологиями, связанными с производством онкологических продуктов. Также запускает препарат Вориконазол.
2006 — Natco объявляет о запуске Пеметрексед для лечения немелкоклеточного рака легкого.
2007 — Natco объявила о выпуске контрацептива мирового класса.
2010 — Natco Pharma запускает Бендамустин и Анастрозол в США.
2011 — Natco совместно с американской компанией Levomed LLS образовали ещё одну компанию Natcofarma Do Brasil для дистрибуции лекарственных средств в Бразилии.
2012 — компания за свои разработки получает мировую премию «Золотой павлин».
Natco объявляет о запуске лекарства от рака почек и печени.
2015 — Natco запускает производство Софосбувира Архивная копия от 11 апреля 2018 на Wayback Machine в Непале.
2016 — Natco выпускает первый аналог капсул «Tamiflu» на рынке США.
2017 — Natco получает окончательное одобрение на генерический азацитидин для инъекций (VIDAZA®) для рынка США, а также запускает производство препарата Velpanat.

## Ценовая политика компании
Natco Pharma Ltd производит аналоги дорогостоящих известных, брендовых лекарственных средств, делая их доступными для пациентов с низкими доходами. Так, в 2012 году индийская компания отменила патент на лекарство от рака, сделанного Bayer, заявив, что собирается продавать дженерик лекарства Тозилат Сорафениба за 3 процента от цены, взимаемой Bayer из Германии за оригинал. Сегодня Natco продает препарат в Индии по 174 $. Оригинальный препарат Bayer продает за 5 500 долларов.
В 2015 году Natco под собственной торговой маркой выпустила Софосбувир Архивная копия от 11 апреля 2018 на Wayback Machine — лекарство, которое используется для лечения хронического гепатита C — аналог препарата «Sovaldi» («Совальди»), который выпускает американская компания Gilead. Цена за бутылку для лекарственного средства установлена на уровне около 20 тысяч рупий, что примерно 300 долларов. А 12-недельный курс стоит около 945 долларов (то есть в 12 раз дешевле, чем оригинал в США).
В мае 2017 индийская компания выпустила лекарство от рака крови по цене 5 000-20 000 рупий, что на 98 % ниже цены в США. Помалидомид предназначен для пациентов с множественной миеломой (тип рака крови). Препарат продается компанией Celgene Inc в США под торговой маркой «Pomalyst». Natco будет продавать капсулы pomalidomide под собственным брендом в Индии.
В октябре 2017 года акции Natco Pharma Ltd подорожали на 20 %, поскольку Управление по санитарному надзору за качеством пищевых продуктов и медикаментов США (FDA) одобрило разработанный компанией Natco в партнерстве голландской компанией Mylan дженерик препарата Копаксон. Это лекарство применяется для лечения рассеянного склероза. Оригинальный препарат производит и продает израильская компания Teva. За 12 месяцев по 31 июля 2017 года объём продаж Копаксона в дозировке 20 мг составил 700 млн долларов, в дозировке 40 мг — 3,6 млрд долларов.